# Михаил Иванович Акинфов
Михаил Иванович Акинфов (ум. в 1380 году) — московский боярин, воевода Сторожевого полка во время Куликовской битвы, погиб на поле боя. Младший сын московского знатного боярина Ивана Акинфовича, четвертый по счету. Погиб молодым, сыновей после себя не оставил. Согласно росписи воевод русского войска в Куликовской битве, по данным летописей Дубровского и Архивной, Михаил Васильевич сражался в составе Сторожевого полка.
О гибели воеводы в битве упоминают Краткая и Пространная летописные повести, «Задонщина» и синодик Успенского собора Московского Кремля.